# کاخ‌ها و پارک‌های پوتسدام و برلین
کاخ‌ها و پارک‌های پوتسدام و برلین گروهی از کاخ‌ها و باغ‌های موجود در پوتسدام و برلین پایتخت آلمان هستند.
در سال ۱۹۹۰ این مجموعه از کاخ‌ها به عنوان مکان‌هایی فرهنگی در میراث جهانی یونسکو به ثبت رسیدند.
این مجموعه کاخ‌ها و باغ به طراحی‌های ویژه و چشم‌اندازهای منحصربه‌فرد شناخته شده‌اند. در سال‌های ۱۹۹۲ و ۱۹۹۹ این مجموعه با اضافه شدن تعدادی دیگر از کاخ گسترش پیدا کرد.